# Canariphantes nanus
Canariphantes nanus là một loài nhện trong họ Linyphiidae.
Loài này thuộc chi Canariphantes. Canariphantes nanus được Wladislaus Kulczynski miêu tả năm 1898.